# هارولد جيمس كيربي
هارولد جيمس كيربي هو سياسي كندي، ولد في 28 أبريل 1895 في Maple, Ontario ‏ في كندا، وتوفي في 20 أكتوبر 1956 في تورونتو في كندا. نشط حزبياً في الحزب الليبرالي في أونتاريو ‏. وقد انتخب عضو برلمان مقاطعة أونتاريو.